# Банк Естонії
Банк Естонії (ест. Eesti Pank, англ. Bank of Estonia) — центральний банк Естонії, верхній рівень дворівневої банківської системи країни, член Європейської системи центральних банків.

## Історія
Банк Естонії відраховує своє народження з 1919 року коли Тимчасовий уряд затвердив Статут банку і перевело з казни 10 мільйонів марок на розрахунковий рахунок банку. Перші банкноти були випущені в 1921 році.
- У 1940 році банк був перетворений на республіканське Управління Державного банку СРСР. Вклади в кронах були обмінені на радянські рублі за курсом 1 крона = 1,25 рублів при реальній купівельної спроможності 1 крона = 8,10 рублів.
- З 1941 по 1944 роки банк діяв під контролем німецької окупаційної влади, а з 1944 по 1990 роки — знову як республіканське Управління Державного банку СРСР.
- 1989:
  - 15 грудня Верховна Рада Естонської Республіки оголосила про відтворення Банку Естонії з 1 січня 1990 року як правонаступника Банку Естонії, заснованого в 1919 році.
  - 28 грудня був прийнятий «Закон про Банк Естонської Республіки» як незалежну установу, керівником банку призначений Рейн Отсасон.
- 1990 — 12 квітня Верховна Рада Естонської Республіки ухвалив рішення про те, що перехід до національної валюти відбудеться 24 грудня 1991 року.
- 1991 — 23 вересня керівником Банку Естонії був призначений Сіім Каллас.
- 1992:
  - 8 квітня були віддруковані і отримані нові естонські крони.
  - 8 травня було прийнято рішення про прив'язку естонської крони до німецької марки.
  - 25 травня Естонія стала членом Міжнародного валютного фонду.
  - 15 червня Естонія відновила членство в Банку міжнародних розрахунків.
  - 1 грудня Банк Фінляндії почав котирування естонської крони.
- 1993 — 6 грудня Банк Естонії і п'ять комерційних банків приєдналися до міжнародної банківської системи SWIFT.
- 2002 — 21 січня Банк Естонії перейшов на нову систему міжбанківських розрахунків, що відповідає міжнародним вимогам.
- 2004 — 1 травня Банк Естонії став членом Європейської системи центральних банків і одним з акціонерів Європейського центрального банку.
- 2005 — 7 червня Банк Естонії очолив президент банку Андрес Ліпсток.
- 2010 — 13 липня у зв'язку з введенням євро було запроваджено фіксований обмінний курс естонської крони: 1 EUR = 15,6466 EEK.
- З 1 січня 2011 Банк здійснив перехід Естонії з крони на євро.

### Перехід на євро
Спочатку введення євро планувалося на 2007 рік, але цього не відбулося у зв'язку з тим, що темпи інфляції в Естонії не відповідали в той час Маастрихтськими критеріям. 12 травня 2010 Єврокомісія виступила з офіційною пропозицією про приєднання Естонії до єврозони, оскільки країна виконала всі необхідні умови для переходу на євро. Остаточне рішення про прийняття Естонії в єврозону було затверджено 13 липня 2010 на зустрічі міністрів фінансів 16-ти країн єврозони, в цей же день був оголошений курс перерахунку крон у євро — 15,6466 крони за 1 євро.
З 1 січня 2011 року євро став у Естонії єдиним законним платіжним засобом, готівкові крони мали ходіння паралельно з євро протягом 2 тижнів (в електронних розрахунках, дуже популярних в Естонії, перехід пройшов одномоментно). Обмін готівки крон (включаючи дрібні монети, для зручності обміну яких у банківських конторах були встановлені спеціальні автомати) на євро в будь-яких банківських конторах був можливий протягом півроку після переходу на нову валюту, Банк Естонії буде здійснювати обмін без обмеження термінів.
До вересня 2011 року на руках у населення Естонії ще знаходилося 909 000 000 естонських крон, що відповідає 58,1 мільйонам євро. Паперових купюр у жителів країни залишилося на 51,8 мільйона євро, а монет — на 6,3 мільйона євро.

## Основні функції
З переходом на євро функції банку істотно змінилися. Якщо раніше він відповідав за стабільність національної валюти, то з 2011 року Банк Естонії як член Європейської системи центральних банків бере участь у реалізації єдиної грошово-кредитної єврозони. Найважливішою метою діяльності банку стала стабільність цін.
Крім цього Банк продовжує відповідати за:
- Розвиток, надійність, стабільність банківської системи Естонії;
- Підтримку ефективності та розвитку фінансової системи в частині платежів і розрахунків;
- Задоволення потреб населення в готівці.